# ロシアン・ルーレット (リアーナの曲)
「ロシアン・ルーレット」（Russian Roulette）はバルバドスのレコーディングアーティストリアーナの楽曲。ニーヨとチャック・ハーモニーによって書かれたこの楽曲は、リアーナの4枚目の
スタジオ・アルバム『R指定』のリードシングルとして発売された。曲は2009年10月20日にラジオで初公開された。

## 収録曲と規格
プロモーションCDシングル/ ドイツCDシングル / イギリスCDシングル
1. ロシアン・ルーレット (メイン) — 3:48
2. ロシアン・ルーレット (インスツルメンタル) — 3:48
3. ロシアン・ルーレット (リミックス) (Feat. カーディナル・オフィシャル) - 4:18

ザ・リミックス(Masterbeat.comより)
- ロシアン・ルーレット (トニー・モラン&ウォーレン・リグ ラジオミックス)  - 4:25
- ロシアン・ルーレット (チュー・フー "ブラック・ロシアン" フィックスラジオ) - 3:47
- ロシアン・ルーレット (トニー・モラン&ウォーレン・リグ パウンディング・クラブミックス) - 10:25
- ロシアン・ルーレット (チュー・フー "ブラック・ロシアン" フィックス・エクステンデッド) - 6:01
- ロシアン・ルーレット (トニー・モラン、ウォーレン・リグ、デイヴ・サロンソン パウンディング・ディブミックス) - 11:15
- ロシアン・ルーレット (チュー・フー "ブラック・ロシアン" フィックスディブ) - 4:55
- ロシアン・ルーレット (チュー・フー "アシッド" フィックスディブ リプライズ) - 6:01

## チャート

### 年末チャート
| チャート (2009年)        | 順位 |
| ------------------------ | ---- |
| イタリアシングルチャート | 35   |
| スイスシングルチャート   | 61   |
| 全英シングルチャート     | 72   |

| チャート(2010年)                      | 順位 |
| ------------------------------------- | ---- |
| オーストリア (Ö3 Austria Top 75)      | 46   |
| ベルギー(ワロン地域) シングルチャート | 31   |
| European Hot 100 Singles              | 9    |
| ドイツ (メディアコントロールAG)       | 59   |
| イタリアシングルチャート              | 94   |
| ルーマニア(UPFR)                      | 29   |
| スペインシングルチャート              | 33   |
| スウェーデン                          | 33   |
| ロシア・ラブラジオチャート            | 47   |

### 認定
| 地域             | 認定     |
| ---------------- | -------- |
| オーストラリア   | ゴールド |
| デンマーク       | ゴールド |
| イタリア         | ゴールド |
| ニュージーランド | ゴールド |
| スペイン         | Gold     |
| スウェーデン     | ゴールド |
| イギリス         | シルバー |

### 推移
| 先代 メラニー・フィオナ「マンデイ・モーニング」       | スイスシングルチャート1位獲得シングル 2010年11月17日                       | 次代 ケシャ「ティック・トック」                             |
| 先代 ジェイソン・デルーロ「ワッチャ・セイ、僕のせい」 | イギリスR&B1位獲得シングル 2009年12月6日 - 20日                            | 次代 ブラック・アイド・ピーズ「ミート・ミー・ハーフウェイ」 |
| 先代 ビヨンセ「ホワイ・ドント・ユー・ラヴ・ミー」     | アメリカ合衆国 Billboard Hot Dance Club Songs1位獲得シングル 2010年2月20日 | 次代 レディー・ガガfeat.ビヨンセ「テレフォン」              |

## 発売日一覧
| 地域     | 発表日         | 規格                               |
| -------- | -------------- | ---------------------------------- |
| 世界     | 2009年10月20日 | ラジオ番組                         |
| イギリス | 2009年10月27日 | Top 40、リズミック と Urban ラジオ |

| 地域           | 発売日         | 規格                   | レーベル     |
| -------------- | -------------- | ---------------------- | ------------ |
| アメリカ合衆国 | 2009年11月3日  | デジタル・ダウンロード | デフ・ジャム |
| ドイツ         | 2009年11月13日 | CD                     | デフ・ジャム |
| フランス       | 2009年11月30日 | CD                     | デフ・ジャム |